# Tibracana xanthialis
Tibracana xanthialis är en fjärilsart som beskrevs av Walker 1865. Tibracana xanthialis ingår i släktet Tibracana och familjen nattflyn. Inga underarter finns listade i Catalogue of Life.